# 頭蝨感染
頭蝨感染是人的頭髮及頭皮寄生頭蝨的疾病。患者常會因為頭蝨叮咬而瘙癢。初次感染時，可能前六週都不會瘙癢。但若再度感染，症狀就會很快出現。甚至可能會因為瘙癢而難以入睡。不過頭蝨不是一種嚴重的疾病。在非洲有一些疾病會隨著頭蝨而散播，但在北美或歐洲不會有類似的情形。
頭蝨是藉著和已感染頭蝨患者的頭髮直接接觸而傳播。頭蝨感染的原因和卫生無關。像狗或是貓等動物也不會傳播頭蝨。頭蝨只以人類的血液為食物，也只能在人類的頭髮上生存。成蟲約二至三公厘長。若不是在人身上，頭蝨最多只能存活三天 。人類也可能會被另外二種蝨寄生：體蝨及陰蝨，因此若要診斷頭蝨感染，需要找到活的頭蝨。使用梳子有助於找到頭蝨，而空的頭蝨卵殼不足用來做相關診斷。
可能的治療方式包括：用齒距較密的梳子頻繁的梳頭，或是將頭髮完全剔除。也可以用外用藥物，像是馬拉硫磷、伊維菌素及聚二甲基矽氧烷。聚二甲基矽氧烷是一種矽油，因為其副作用較少，較常用來治療頭蝨感染。之前也常用像百滅寧之類的除蟲菊精類來治療頭蝨，但因為抗藥性提高，效果也漸漸變差。替代醫學在頭蝨治療上的證據還不充份。
頭蝨感染是常見的疾病，特別常出現在兒童身上。歐洲依族群的不同，感染率約在1%至20%不等。美國每年約有六百萬至一千二百萬名兒童感染頭蝨。女孩比男孩容易感染。在歷史上曾有人推測頭蝨對人是有益的，因為可以避免感染危險性更高的體蝨 。不過頭蝨感染可能會讓患者感覺羞辱。